# ترس (ميكانيكا)
التُرْسُ (الجمع: أَتْرَاس وتُرُوس وتِرَسَة) أو المسنن (الجمع: مُسَنَّنَات) أو وقد يطلق عليه أيضًا بـ «الترس المسنن» هو جزء ميكانيكي يوجد داخل آليات نقل الحركة ووظيفته نقل الحركة الدورانية للترس (المركب على محور) إلى ترس أو جزء ميكانيكي آخر. ويختلف الترس عن الطارة[مبهم] في أن الترس عبارة عن عجلة دائرية بها بروزات (أسنان) تتعاشق مع أسنان الترس الآخر مما يسمح للقوة بالانتقال التام بدون انزلاق. وحسب تصميم الأتراس وترتيبها يمكن للأتراس نقل القوى بسرعات وعزوم مختلفة أو في اتجاهات مختلفة من مصدر الحركة الأساسي. والأتراس مفيدة جداً في الآلات البسيطة. في معظم الحالات يتعاشق الترس مع ترس آخر ولكن الترس يمكن أن يعشق مع أي جزء ميكانيكي له نفس شكل الأسنان كما في الحركة البسيطة الجريدة المسننة والترس.
ومن أهم مميزات الأتراس أنها تكون بأحجام غير متساوية (أقطار) يمكن تجميعها معًا للحصول على فائدة آلية وبذلك فإن السرعة الدورانية والعزم للترس الثاني يختلف عنهما في الترس الأول.

داخل أي آلة، المصطلح «ترس» أيضا يشير إلى ترتيبة واحدة معينة من الأتراس بترتيبات أخرى (مثل«الترس الأول»). مثل هذه الترتيبات تعطى كنسب عدد أسنان أتراس أو كنسب أقطار الأتراس كوحدات. ومصطلح «ترس» يستخدم أيضًا للأجزاء غير المسننة التي تؤدي نفس الغرض. وكان الجزري أول من شرح استخدام الترس.

## التسمية
يطلق على هذا العنصر الميكانيكي في عصرنا الحالي اسم "تُرْس" أو "مُسنَّن"، وقد أطلق عليه العالم المسلم الجزري اسم دولاب الدَّنْدَانَجَات أو دولاب ذو دَنْدَانَجَات، ويقصد من دندانجات (المفرد: دَنْدَانَجَة
) أسنان الدولاب أو الترس، وهي مشتقة من "دَنْدَانَه" الفارسية وتعني "سِنّ" (جمع: أسنان).

## تاريخ التروس
كانت الحبال ومواد أخرى مصنوعة من الأخشاب تستخدم قديمًا في آليات بسيطة لنقل الحركة مثل البكَّرات الرافعة، لكن لا أحد يعرف على وجه الدقة أين أو متى بدأ استخدام العجلات، ومع أن الأدب الصيني القديم والأدب اليوناني والتركي والدمشقي قد أشاروا كثيرًا إلى الأتراس إلا أنهم لا يقدمون الكثير من التفاصيل.
وتعد آلية أنتيكيثيرا أقدم الآليات المتبقية من العصور القديمة، وهي حاسبة آلية فلكية تعود إلى ما بين 150-100 ق.م، وتتألف مما لا يقل عن ثلاثين ترسًا برونزيًا أسنانهم مثلثة الشكل. ومع أن هذه الآلية موغلة في القدم إلا أنها تعد متقدمة جدًا من الناحية التقنية مثل نظام الأتراس التداويري "epicyclic gearing" التي كانت تعد من اختراعات القرن التاسع عشر قبل اكتشاف هذه الآلية. بعض الاقتباسات من شيشرون تبين أن أنتيكيثيرا لم تكن الآلية الوحيدة من نوعها في ذلك الوقت، وإنما كان هنالك، على الأقل، آليتان أخرتان تشبهانها، قام بتصنيع إحداهما أرشميدس في حين قام بوسيدونيوس بتصنيع الأخرى، ومن الجدير بالذكر أن أرشميدس يعد واحدًا من مخترعي الأتراس، إذ ينسب إليه أنه أول من صمم مجموعة إدارة بترس دودي "Worm drive".
قد حافظت الصين على عدة أمثلة لآلات تعتمد في تصميمها على الأتراس، ومن الأمثلة على ذلك عربة التمثال المشير إلى الجنوب (120-250م)، وهي عربة بها آلية من أتراس فرقية "Differential gears" تربط بين عجلاتها وتمثال آدمي أعلى العربة يشير ذراعه إلى الجنوب، تعمل مجموعة الأتراس الفرقية على عقد ذراع التمثال موجهًا دائمًا إلى الجنوب مهما تغير اتجاه العربة؛ إذ تساعد الأتراس الفرقية على تحديد الفرق بين دوران عجلتي العربة ومن ثم تحديد دوران قاعدة العربة ثم تعوض هذا الدوران بإدارة التمثال في الاتجاه الآخر، وهي بذلك تعمل عمل بوصلة لا مغناطيسية. قبل اختراع هذه العربة بقليل وبالتحديد نحو سنة 50م توصل الصينيون لصناعة الأتراس اللولبية "helical gear" عن طريق النحت في الخشب، وقد عثر على أحد هذه الأتراس بمقبرة في مدينة شانسي الصينية "Shensi".
لا يُعرَف تحديدًا كيف انتشرت تقنية الأتراس في القرون التالية، ولكن من المحتمل أن المعرفة التي كانت متاحة في عصر آلية أنتيكيثيرا لم تندثر إلى أن ساهمت في ازدهار العلم والتكنولوجيا في العالم الإسلامي من القرن التاسع وحتى القرن الثالث عشر. وهناك مخطوط أندلسي يعود للقرن الحادي عشر يذكر توظيف الأتراس التداويرية واستخدامها للمرة الأولى في الساعات الميكانيكية، ولعل أعمال المسلمين في مجالي الفلك والميكانيكا هي التي ساعدت على إحياء إنتاج الحاسبات الآلية الفلكية في العصر الحديث. وفي وقت مبكر من عصر النهضة الأوروبية وُظّفَت تقنيات الأتراس التي ابتكرها المسلمون في تطوير الساعات التي كانت تستخدم غالبًا للمباني العامة كالكاتدرائيات.
ليوناردو دافنشي (ت. 1519م) - الرسام الإيطالي الشهير - خلف مجموعة من الرسومات والمخططات لبعض الآليات التي لا تزال تستخدم حتى يومنا هذا، وقد احتوت هذه الرسومات على أنواع من الأتراس اللولبية، وعلى تحليلات خاصة بعدة أنواع أخرى من الأتراس.
أقدم بيانات متوفرة عن كيفية استخدام الأتراس في نقل الحركة الدورانية بسرعة زاوية منتظمة ترجع لعام 1674م، عندما قام الفلكي الدنماركي الشهير أولِه رومر (1644-1710م) باقتراح شكل المنحنى الدويري الفوقي لسن الترس.

## أنواع الأتراس

### ترس مهمازي
وهو ابسط أنواع الأتراس ويتألف من أسطوانة أو قرص ذو أسنان منبثقة قطريا على محيطه. تتعشق ازواج الأتراس المهمازية مع بعضها فقط في حال كانت مركبة على محاور متوازية وبالتالي فإن الأتراس المهمازية لا تنقل أي قوة محورية على أسنانها. تعتبر هذه الأتراس مناسبة للسرعات المتوسطة لكنها تبدأ باصدار نسبة ضوضاء مرتفعة عن السرعات العالية. يكون سطح رأس اسنان الترس موازيا لمحور الدوران بينما تكون جدران الاسنان الجانبية ذات منحى انفليوت (على الغالب) أو ذات منحى دويري.

### ترس لولبي

ترسان لولبيان

يتميز الترس اللولبي عن الترس المهمازي بأن سطح رأس اسنانه لا يكون متوازية مع محور الدوران بل يميل عنه بزاوية بحيث يكون منحى جدار السن هو منحى لولبي. نتجية لميلان اسنان الترس اللولبي فيمكن للأتراس اللولبية أن تتعشق عندما تكون مركبة محاور متوازية أو غير متوازية.
يفيد ميلان اسنان هذا النوع من الأتراس بتعشيق أكثر سلاسة وهدوءا للأتراس. لذا تستخدم الأتراس اللولبية في تطبيقات السرعات العالية والتطبيقات ذات الضجيج المنخفض. تكمن سلبية هذا النوع من الأتراس في القوى المحورية التي تنشأ على اسنان المسننات المعشقة نتيجة ميلان جدران الاسنان مما يستدعي استخدام محامل دفق وايضا يؤدي إلى زيادة الاحتكاك بين الاسنان المعشقة الامر الذي يتم التعامل معه باضافات خاصة لزيوت التشحيم.

## اقرأ أيضًا
- زوج كينماتي
- مناول ترسي
- صندوق الأتراس
- نظام ميكانيكي
- مضرسة
- ترس بمعنى درقة